# Dolmen du Bois de Galtier
Le dolmen du Bois de Galtier est un dolmen situé à Martiel, dans le département de l'Aveyron.
L'édifice est classé au titre des monuments historiques en 1889.

## Description
Le tumulus, quasiment disparu désormais, était de forme ronde avec un diamètre de 20 m. La chambre, d'une largeur de 1,20 m, est orientée selon l'azimut 89°.
| Dalle                                                       | Longueur | Épaisseur | Largeur |
| ----------------------------------------------------------- | -------- | --------- | ------- |
| Table                                                       | 4 m      | 0,60 m    | 2,55 m  |
| Orthostate droit                                            | 3.60 m   | 0,30 m    | 1,10 m  |
| Orthostate gauche                                           | 3.55 m   | 0,38 m    | 1 m     |
| Données : Inventaire des mégalithes de la France, 7-Aveyron |          |           |         |

Une cazelle  a été construite à l'arrière l'édifice.

## Mobilier funéraire
Le site aurait été fouillé par Émile Cartailhac vers 1900. J. Caussanel en a tamisé les déblais. Le mobilier qui a été retrouvé se compose de trois pointes de flèches, 1 fragment de hache en pierre, 10 perles annulaires en cuivre, 1 fragment de poignard daté du Bronze final et 27 dents humaines.